# Liste der Kulturdenkmäler in Bettendorf (Taunus)
In der Liste der Kulturdenkmäler in Bettendorf sind alle Kulturdenkmäler der rheinland-pfälzischen Ortsgemeinde Bettendorf aufgeführt. Grundlage ist die Denkmalliste des Landes Rheinland-Pfalz (Stand: 8. Dezember 2023).

## Einzeldenkmäler
| Bezeichnung | Lage                      | Baujahr                            | Beschreibung | Bild                           |
| ----------- | ------------------------- | ---------------------------------- | --- | ------------------------------ |
| Brunnen     | Altenborn, bei Nr. 4 Lage | zweite Hälfte des 19. Jahrhunderts | gusseiserner Laufbrunnen, zweite Hälfte des 19. Jahrhunderts                                                               | weitere Bilder Fotos hochladen |
| Wohnhaus    | Miehlener Straße 7 Lage   | 18. Jahrhundert                    | kleines Fachwerkhaus, 18. Jahrhundert; Gesamtanlage mit Fachwerkscheune, teilweise massiv, 19. Jahrhundert, und Hausgarten | Fotos hochladen                |